# Igreja de São Salvador em Coppelle
San Salvatore alle Coppelle ou Igreja de São Salvador em Coppelle é uma igreja de Roma localizada na Piazza della Coppelle, no rione Sant'Eustachio. Uma bula do papa Honório III, de 1222, chama a igreja de "de Cupellis" e o mesmo faz um catálogo de igrejas do século XVI, uma referência a um mercado de construtores de barris que existia nas imediações. 

## História
Uma inscrição numa parede interna da igreja afirma que ela foi completada na época do papa Celestino III, em 26 de novembro de 1195, embora esta possa ser uma referência a uma reconstrução e não à data da construção original, que é possivelmente muito anterior. Uma inscrição antiga, perdida, faz referência a uma igreja originalmente construída no lugar onde estava a casa de uma nobre romana que deixou suas posses para os pobres, uma doação que emprestou à igreja medieval seu nome, "San Salvatore de Pietate". Outras fontes acreditam que a igreja ganhou este nome por causa do "Arco da Piedade" (em italiano:  Arco della Pietà, de Trajano, que ainda existia, arruinado, no século XIV e do qual não resta nenhum vestígio. É possível ainda que esta igreja seja a "San Salvatore de Sere", mencionada em documentos medievais.
Em 1404, o papa Inocêncio VII entregou a igreja à Università dei Sellai, que controlou-a por três séculos. Em 1633, ela tornou-se a base para a Confraternidade do Santíssimo Sacramento da Divina Perseverança, que ajudava os peregrinos e estrangeiros que adoeciam nas pousadas de Roma, seja através de tratamento hospitalar ou de ajuda para cuidar de suas famílias. Em 1750, um ano de Jubileu, a igreja foi reconstruída por Carlo De Dominicis, que adicionou um espaço, ainda hoje visível, ao lado da igreja para que os estalajadeiros deixassem os doentes com uma nota para os irmãos da ordem.
Entre 1858 e 1860, os dois afrescos da igreja, datados de 1195, foram vandalizados e hoje tudo o que resta da igreja medieval é o campanário, construído no século XII e hoje parcialmente rodeado pelos edifícios vizinhos. Em 31 de março de 1914, San Salvatore tornou-se a igreja nacional dos greco-católicos da Romênia e passou a realizar seus serviços litúrgicos no rito bizantino utilizado pela comunidade.

## Galeria

Imagens da igreja
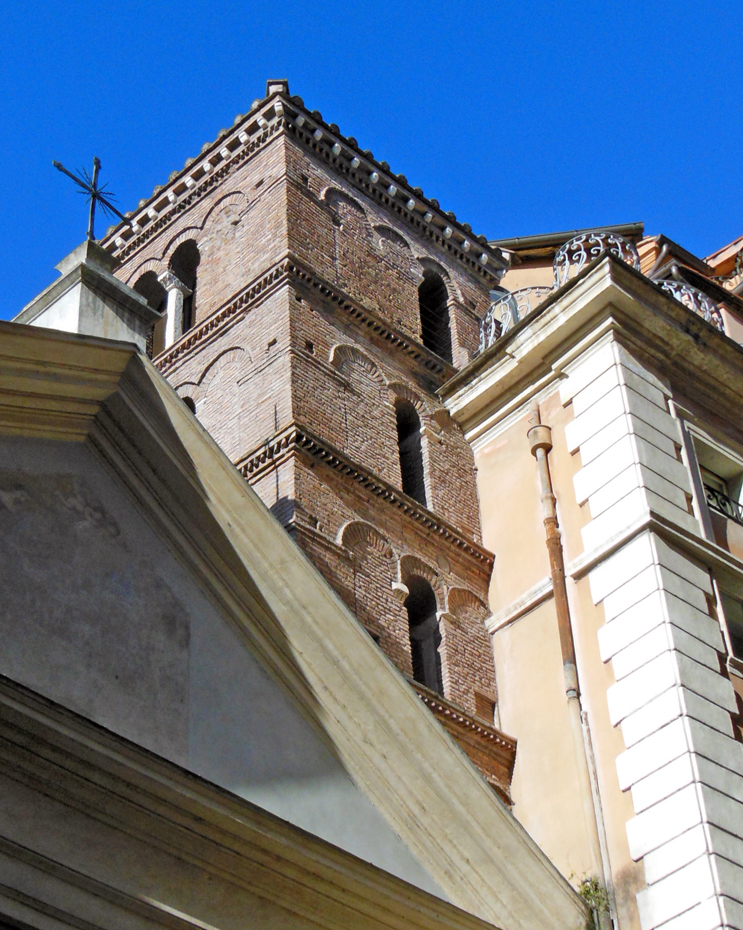
Campanário medieval, já incorporado pelos edifícios vizinhos
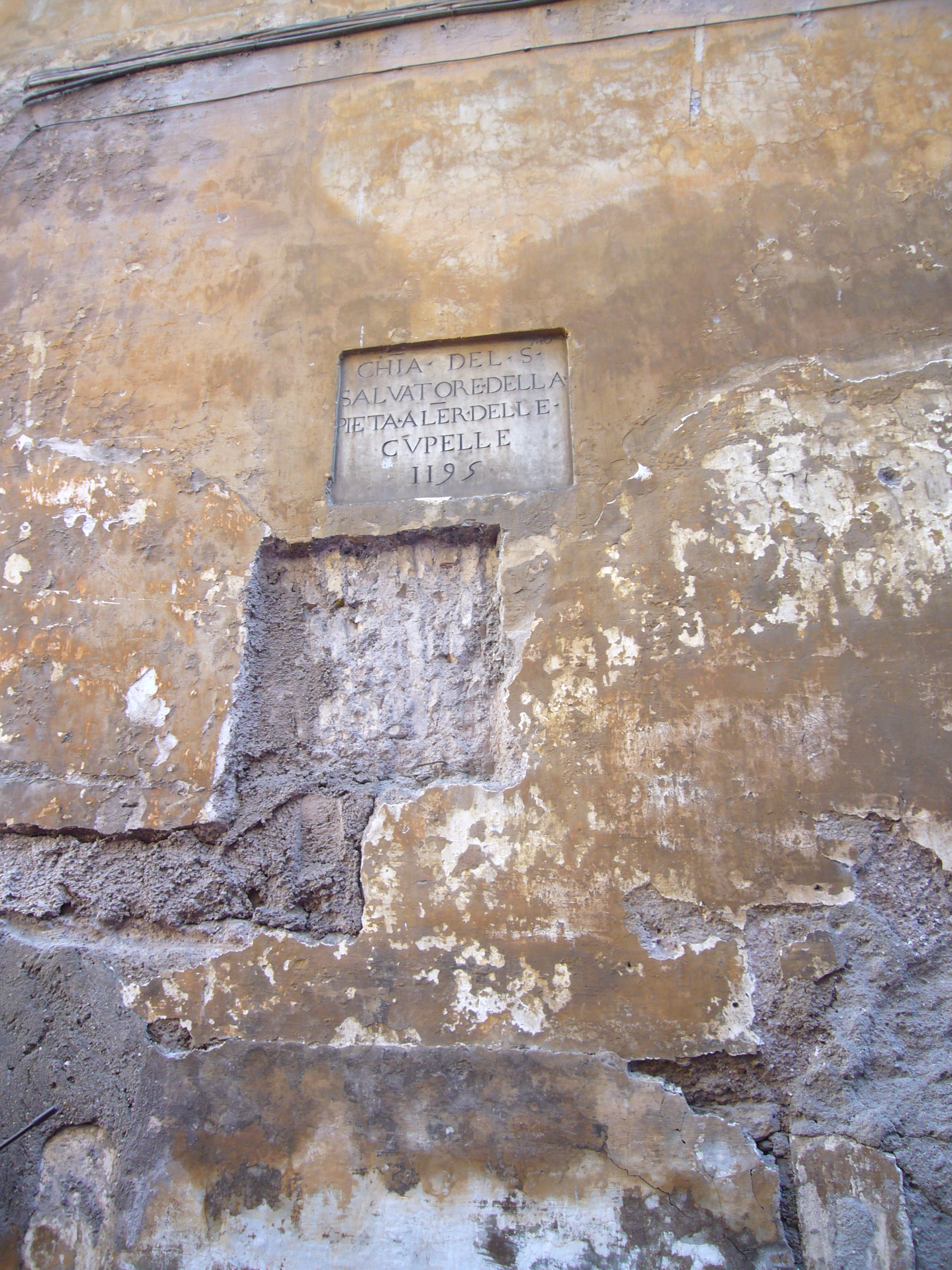
Inscrição dedicatória com a data de 1195
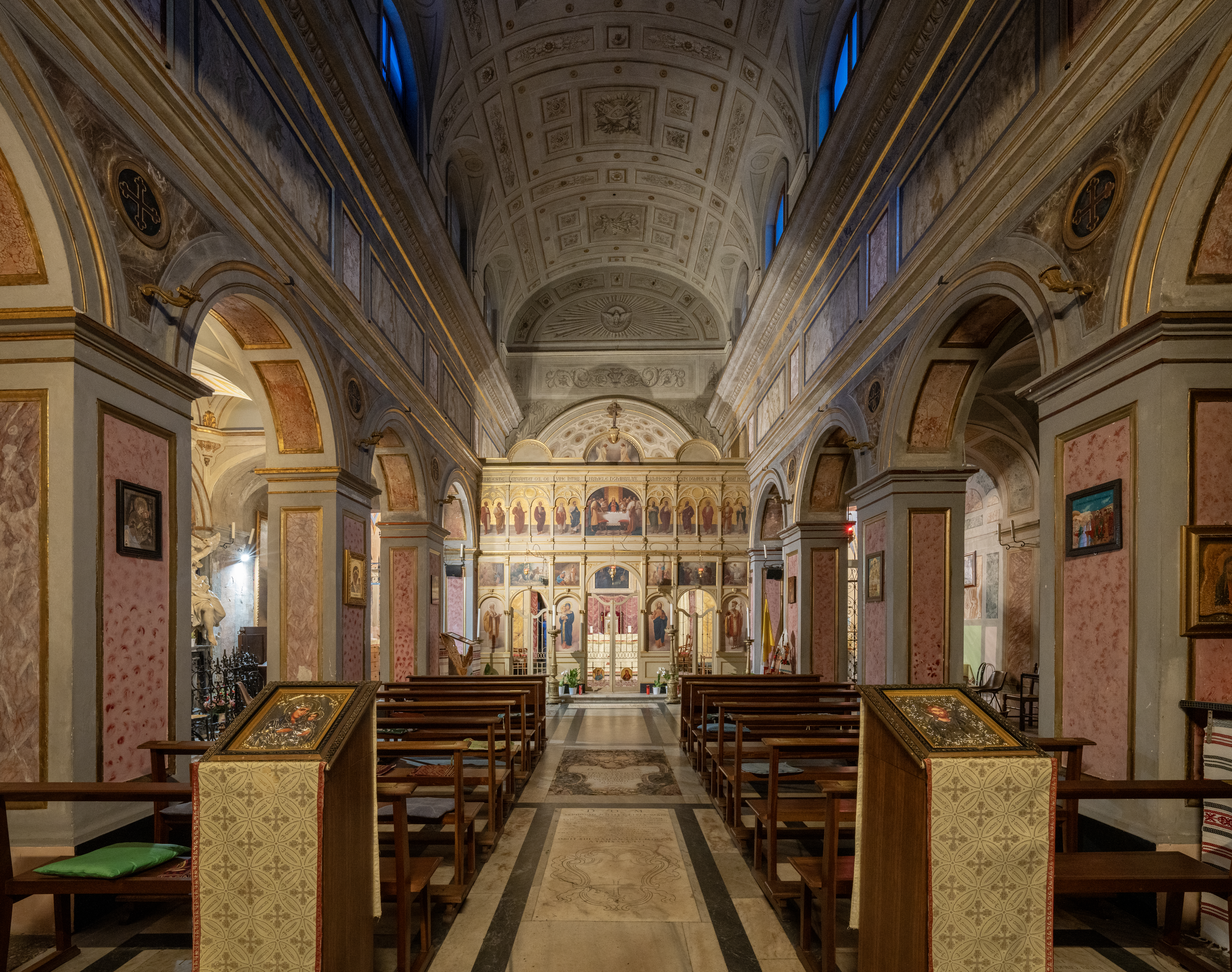
Vista do interior